# Isländische Malerei und Bildhauerei
Bildende Künstler gab es in Island schon lange, aber erst zu Beginn des 20. Jahrhunderts erlangten isländische Künstler wirklich internationale Anerkennung. Sie hatten zunächst meist im Ausland, etwa in Kopenhagen studiert und sich dieses Studium durch einen Nebenberuf z. B. als Matrosen finanziert.

## Malerei
Die wichtigsten Motive der Maler waren die Natur ihrer Heimat und deren Menschen. Aber auch die übernatürlichen Mächte, die in Island immer eine Rolle gespielt haben, wurden immer wieder thematisiert.
Zu den bedeutendsten isländischen Malern zählen:
- Alfreð Flóki (1938–1987)
- Ásgrímur Jónsson (1876–1958)
- Eggert Pétursson (* 1956)
- Eiríkur Smith (* 1925)
- Erla Þórarinsdóttir (* 1955)
- Erró (Guðmundur Guðmundson) (* 1932)
- Georg Guðni (Hauksson) (* 1961)
- Guðmundur Þórsteinsson (1891–1924)
- Gunnlaugur Scheving (1904–1972)
- Halldór Ásgeirson (* 1956)
- Helgi Þórgils Friðjónsson (* 1953)
- Jóhannes Sveinsson Kjarval (1885–1972)
- Jón Óskar (* 1954)
- Kristjan Daviðsson (* 1917)
- Nína Tryggvadóttir (1913–1968)
- Sigurður Árni Sigurðsson (* 1963)
- Svavar Guðnason (1909–1988)
- Þórarinn Þorláksson (1867–1924)

## Bildhauerei
Erst im 19. Jahrhundert begannen sich isländische Künstler mit der Bildhauerei zu beschäftigen. Es hatte bisher einfach das brauchbare Material gefehlt, da die in Island aufzufindenden Steine meist ziemlich brüchig sind.
Zu den bekanntesten Bildhauern Islands zählen:
- Ásmundur Sveinsson (1893–1982)
- Einar Jónsson (1874–1954)
- Gerður Helgadóttir (1928–1975)
- Jón Gunnar Árnason (1931–1989)
- Páll Guðmundsson (* 1959)
- Ragnar Kjartansson (1923–1988)
- Ríkarður Jónsson (1888–1977)
- Rósa Gísladóttir (* 1957)
- Sigurjón Ólafsson (1908–1982)
- Svava Björnsdóttir (* 1952)